# Barbara Gardner Proctor
Barbara Juanita Gardner Proctor (Black Mountain, 30 de noviembre de 1932 – Chicago, 19 de diciembre de 2018) fue una ejecutiva publicitaria estadounidense pionera en la industria de la publicidad. En 1976, fue nombrada publicista del año por la Federación Americana de Publicidad. Fue la primera mujer afroamericana en crear y dirigir una agencia de publicidad. En 1986 fue reconocida por Ronald Reagan y el Instituto Smithsoniano.

## Biografía
Gardner nació en Black Mountain, en el estado de Carolina del Norte, el 30 de noviembre de 1932. En 1953, Gardner se graduó en Inglés y Educación en el Talladega College de Alabama. El año siguiente obtuvo la licenciatura en psicología y sociología en la misma universidad.
Gardner Proctor murió el 19 de diciembre de 2018, poco después de sufrir una caída. Padecía demencia desde hacía varios años.

## Trayectoria

### Primeros pasos
Los primeros trabajos de Gardner fueron como profesora, consejera y trabajadora social. Gracias a su amistad con Sid McCoy, un DJ de Chicago cuya familia poseía una tienda de discos en esa ciudad, fue contratada por Vee-Jay Records. Escribía piezas publicitarias para la compañía y los textos para los lanzamientos de sus álbumes. Era la única mujer afroamericana que trabajaba en esa posición en la industria musical en aquella época. En los inicios de su carrera (como Barbara J. Gardner), trabajaba como crítica de jazz freelance para la revista DownBeat; más tarde pasó a formar parte de la plantilla y se convirtió en editora colaboradora.
Mientras tanto, en torno a 1960, Gardner se convirtió en directora de la División Internacional de VeeJay Records. En esa posición, Gardner llevó a The Beatles a los Estados Unidos en diciembre de 1962 por primera vez. VeeJay fue la compañía responsable de lanzar los primeros discos de The Beatles en los Estados Unidos, gracias al acuerdo que consiguió firmar Gardner a principios de 1963 con ejecutivos de EMI en Londres.

### Carrera en publicidad
En 1964, fue contratada por la Agencia Post-Keyes-Gardner, donde empleó su apellido de casada, Proctor, para evitar compartirlo con uno de los socios de la agencia. Durante los tres años que pasó en esa agencia ganó 21 premios por su trabajo.
En 1969 trabajó en Gene Taylor Associates como supervisora de creativa copy, y unos meses más tarde entró a formar parte de la agencia North en un puesto similar. Pero en North se sintió limitada a trabajar para productos de belleza y para el hogar, y que la compañía se enfocaba en complacer al cliente en lugar de vender el producto.
Por lo tanto, decidió crear su propia agencia de publicidad en solitario en 1970, llamada Proctor and Gardner Advertising, Inc. convirtiéndose así en la primera mujer afroamericana en hacerlo. Aunque su matrimonio con Carl Proctor ya había terminado en divorcio en 1963 y su exmarido no era socio de la agencia, decidió incorporar su apellido al nombre de la agencia para evitar posibles reticiencias de sus posibles clientes ante la ausencia de una figura masculina liderándola. En poco tiempo, Proctor and Gardner Advertising, Inc. se convirtió en la segunda agencia de publicidad afroamericana más grande de los Estados Unidos.

## Reconocimientos
Gardner obtuvo varios premios que reconocieron sus aportaciones en los campos de la redacción y publicidad. En 1974, el Woman's Ad Club la nombró Mujer Publicitaria del Año de Chicago y el año siguiente el sexto distrito de la Federación Americana de Publicidad la eligió como "La Publicista del Año". En 1976 se convirtió en la primera mujer afroamericana en encabezar la Cosmopolitan Chamber of Commerce de Chicago.
Fue presidenta de la Liga Nacional de Mujeres Negras de 1978 a 1982. En 1979, fue incluida en una de las cartas del juego de coleccionables Supersisters. Recibió el Premio Headliner de 1980 de la Asociación para Mujeres en Comunicación. De 1983 a 1984, fue la copresidenta de la Comisión Gannon-Proctor, que recibió el encargo de estudiar la economía de Illinois por su gobernador.
Fue citada por el presidente Ronald Reagan en su discurso sobre el estado de la Unión, y fue incluida en su informe especial de 1986 "Riesgo para las riquezas: mujeres y emprendimiento en Estados Unidos". El Instituto Smithsoniano también la incluyó en su salón de la fama de logros de mujeres negras que luchan contra las adversidades.